# IC 2572
IC 2572 — галактика типу Sa R () у сузір'ї Малий Лев.
Цей об'єкт міститься в оригінальній редакції індексного каталогу.